# Sideroxylon mirmulano
Sideroxylon mirmulano là một loài thực vật thuộc họ Sapotaceae. Loài này có ở Cabo Verde, quần đảo Madeira (Bồ Đào Nha), và quần đảo Canary (Tây Ban Nha). Chúng hiện đang bị đe dọa vì mất môi trường sống.